# Карабанов, Иван Андреевич
Иван Андреевич Карабанов (25 мая 1925, Чемодановка, Пензенская губерния — 24 сентября 2008) — воздушный стрелок 999-го штурмового авиационного Таллиннского ордена Суворова полка 277-й штурмовой авиационной дивизии 1-й воздушной армии 3-го Белорусского фронта, старшина — на момент последнего представления к награждению орденом Славы.

## Биография
Родился 25 мая 1925 года в селе Чемодановка Городищенского уезда Пензенской губернии (ныне — Бессоновского района Пензенской области).
В 1931 году семья Карабановых была раскулачена и выслана в поселок Компанейск города Караганды. Здесь в 1940 году окончил 7 классов неполной средней школы № 34. В том же году был призван в школу трудовые резервы, где получил профессию проходчика. Работал на шахте 33-34, где получил травму. В 1941—1943 годах работал в Горпромкомбинате слесарем.
В Красной Армии с февраля 1943 года. Был направлен на учёбу в военную авиационную школу авиамехаников в городе Троицк Челябинской области. После сдачи экзаменов убыл на Ленинградский фронт в штурмовой авиационный полк в качестве воздушного стрелка самолёта-штурмовика Ил-2.
На фронте в Великую Отечественную войну с апреля 1944 года. Весь боевой путь прошел в составе 999-го штурмового авиационного полка 277-й штурмовой авиационной дивизии. Принимал участие в освобождении Прибалтики, в боях на территории Восточной Пруссии. Сражался под Нарвой, Кенигсбергом. В сентябре 1944 года за 20 успешных боевых вылетов награждён медалью «За отвагу», в ноябре того же года за следующие 36 вылетов — орденом Красной Звезды.
11 февраля 1945 года при выполнении боевого задания в районе поселка Центен старший сержант Иван Карабанов, отбивая атаку двух вражеских истребителей ФВ-190, прицельным огнём из пулемета сбил один из них. Был представлен к награждению орденом Славы 3-й степени.
В период с 12 января по 15 февраля 1945 года в составе экипажа произвел 24 боевые вылета на штурмовку войск и объектов противника, поразил 2 танка, 12 автомашин с грузом, 9 повозок, 5 минометов и орудий полевой артиллерии, подавил 9 зенитных орудий и вывел из строя большое количество живой силы. Огнём из пулемета отбил 3 атаки вражеских истребителей. 17 февраля командиром полка был представлен к награждению орденом Отечественной войны 2-й степени, но командующий воздушной армией изменил статус награды, так как в наградном листе не было сведений об ордене Славы 3-й степени.
Приказом по 277-й штурмовой авиационной дивизии от 21 февраля 1945 года за мужество и отвагу, проявленные в боях, старший сержант Карабанов Иван Андреевич награждён орденом Славы 3-й степени. Приказом по войскам 2-й воздушной армии от 19 марта 1945 года за мужество и отвагу, проявленные в боях, старший сержант Карабанов Иван Андреевич награждён орденом Славы 3-й степени.
С 16 февраля по 12 апреля 1945 года воздушный стрелок старшина Иван Карабанов в составе экипажа 999-го штурмового авиационного полка произвел 31 боевой вылет на штурмовку войск и объектов противника. Им было уничтожено и повреждено большое количество живой силы и техники. В одном из вылетов умело отразил из пулемета несколько атак вражеских истребителей. Всего к апрелю совершил 93 боевых вылета. Командиром полка был представлен к награждению орденом Богдана Хмельницкого 3-й степени, командиром дивизии статус награды был изменён. Приказом по 1-й воздушной армии от 30 мая 1945 года за мужество и отвагу, проявленные в боях, старшина Карабанов Иван Андреевич награждён орденом Славы 2-й степени.
Войну Иван Карабанов закончил в столице Восточной Пруссии — городе Кенигсберге. После войны проходил службу в городе Инстенбурге. В 1951 году И. А. Карабанов демобилизован.
Указом Президиума Верховного Совета СССР от 20 декабря 1951 года в порядке перенаграждения Карабанов Иван Андреевич награждён орденом Славы 1-й степени, став полным кавалером ордена Славы.
Вернулся в город Караганду. В 1951—1969 годах работал на шахте, водителем на автобазе № 1. В 1972 году с отличием окончил энергостроительный техникум. Работал мастером в управлении городских электросетей. С 1988 года И. А. Карабанов — на пенсии.
Жил в Караганде, а с 2003 года — в городе Старый Оскол Белгородской области. Скончался 24 сентября 2008 года. Похоронен на городском кладбище в селе Каплино.
Награждён орденом Отечественной войны 1-й степени, орденом Красной Звезды, орденами Славы 1-й, 2-й и 3-й степени, медалями, в том числе «За отвагу».
В 1979 году «за заслуги перед Отечеством в период Великой Отечественной войны, плодотворную работу по военно-политическому воспитанию молодёжи, активное участие в общественной жизни города» полному кавалеру ордена Славы И. А. Карабанову присвоено звание «Почётный гражданин города Караганды».